# Berkshire Championships 1980
Die Berkshire Championships 1980 im Badminton fanden vom 8. bis zum 10. Februar 1980 in Bracknell statt.

## Sieger und Platzierte
| Disziplin    | Gold                   | Silber                      | Bronze                     |
| ------------ | ---------------------- | --------------------------- | -------------------------- |
| Herreneinzel | Steve Stranks          | Martin Dew                  | S. Lobb                    |
| Herreneinzel | Steve Stranks          | Martin Dew                  | M. Cattermole              |
| Dameneinzel  | Nicola Bewley          | C. Bairstow                 | C. Long                    |
| Dameneinzel  | Nicola Bewley          | C. Bairstow                 | Karen Glenister            |
| Herrendoppel | Martin Dew Chris Bacon | Colin Davis J. Virdee       | S. Jordan Mark Elliott     |
| Herrendoppel | Martin Dew Chris Bacon | Colin Davis J. Virdee       | M. J. Murray Peter Emptage |
| Damendoppel  | C. Long M. Ellison     | Jackie Forrester Hallett    | Carol Cook E. Liversidge   |
| Damendoppel  | C. Long M. Ellison     | Jackie Forrester Hallett    | D. Perrilton Clair Abrams  |
| Mixed        | Adrian Bell S. Bell    | Graham Billinghurst W. Hall | P. Thompson K. Coates      |
| Mixed        | Adrian Bell S. Bell    | Graham Billinghurst W. Hall | C. Hockey Hallett          |